# Вилар-де-Оссуш
Вилар-де-Оссуш (порт. Vilar de Ossos)  —  населённый пункт и район в Португалии,  входит в округ Браганса. Является составной частью муниципалитета  Виньяйш. По старому административному делению входил в провинцию Траз-уж-Монтиш и Алту-Дору. Входит в экономико-статистический  субрегион Алту-Траз-уш-Монтеш, который входит в Северный регион. Население составляет 344 человека на 2001 год. Занимает площадь 16,35 км².
Покровителем района считается Сан-Сиприану (порт. São Cipriano).